# Garde royale de Jordanie

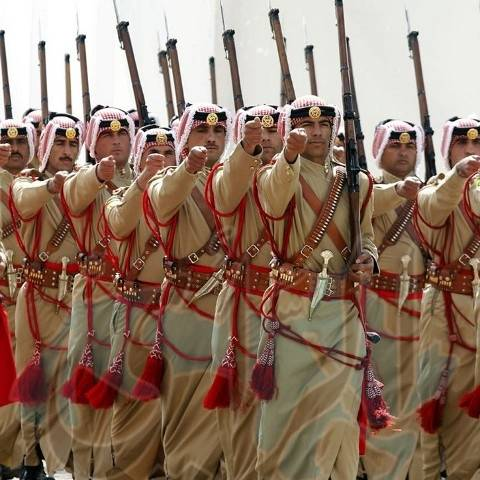
Parade de la garde royale de Jordanie

La garde du roi de Jordanie compte quatorze soldats Circassiens (Tcherkesses). Elle a juré fidélité au souverain hachémite depuis la création de l'Émirat arabe de Transjordanie en 1921 par Abdallah Ier de Jordanie, arrière-grand-père de l'actuel souverain.
La présence caucasienne dans la région remonte à l'expulsion de populations par la Russie en 1864 et à leur répartition dans les diverses provinces de l'Empire ottoman en fonction des besoins défensifs du Sultan.
La garde spéciale du roi de Jordanie (coiffe d'astrakan) a pour prérogative sa protection rapprochée, souvent même lors de ses déplacements, tandis que la sécurité du royaume est, elle, confiée à la garde bédouine (keffieh rouge).